# Kaukasus (Wisent)
Kaukasus war ein Wisentbulle, der als Begründer der Flachland-Kaukasus-Linie gilt. Er trug die Wisent-Zuchtbuchnummer 100. 
Kaukasus war nach den Wildereien nach dem Ersten Weltkrieg der einzige verbliebene Vertreter des Bergwisents (Bison caucasicus). Er wurde 1908 nach Deutschland gebracht und dort mit Kühen des Flachlandwisents (Bison bonasus) verpaart. In den 1920er Jahren war die Wisentzucht vor allem auf den Erhalt der Form konzentriert. Weil nur zwölf Wisente überhaupt in den Wiederaufbau einer Wisentpopulation eingingen, wurde der Art- oder Unterartzugehörigkeit zunächst nur geringe Beachtung geschenkt. Da seit den 1950er Jahren wieder eine hinreichend große Population besteht, wird bei der Wisentzucht nunmehr Wert darauf gelegt, die einzig überlebende Population des Flachlandwisents reinblütig zu erhalten. Entsprechend werden Wisente, unter deren Vorfahren sich Kaukasus befindet, separat gehalten und bilden als Flachland-Kaukasus-Linie eine eigene Zuchtlinie. Die in Polen gezüchteten Wisente dieser Linie bekommen – sofern sie noch individuelle Namen erhalten – einen Namen, der mit der Silbe „Pu“ beginnt.
Zu den bekanntesten Nachfahren von Kaukasus zählt der Wisentbulle Pulpit, der 1964 und 1965 aus seinem Reservat in den Karpaten ab- und durch Südpolen wanderte. Während seiner Wanderungen fand er sich wiederholt in Bauerndörfern und Kleinstädten ein, wo er Gemüse von Marktständen stahl und sich von Schulkindern mit Brot füttern ließ.

## Einzelbelege
1. ↑  Krasinska et al., S. 22